# Тегетмейер, Вильям
Вильям Тегетмейер (William Bernhardt Tegetmeier) — английский естествоиспытатель.

## Биография
Изучал медицину в лондонском University College, читал лекции при Training College. Тегетмейер изучал главным образом видоизменения животных, в особенности птиц. Результаты, добытые им в этом направлении, вошли в сочинение Дарвина о вариации прирученных животных и возделанных растений. Большинство научных работ Тегетмейера относится к биологии домашних птиц. Кроме этого, он изучал и явления из жизни пчёл и впервые показал, каким образом они строят призматические ячейки на круглом основании. Тегетмейер работал также над развитием птицеводства и над влиянием воробьёв на человека.

## Труды
- «The Poultry Book, comprising the breeding and management or profitable and ornamentable poultry etc.» (Л., 1870);
- «Pigeons, their structure, habits and varieties» (Л., 1870);
- «The Homing or Carrier Pigeon: its history, general management, and method of training» (Л., 1871);
- «Natural History of the Cranes» (Л., 1881);
- «Pallas’ Sand Grouse» (Л., 1888);
- «Table and Market Poultry» (Л., 1895);
- «Horses, Asses and Mule breeding» (Л., 1895);
- «Pheasants» (Л., 1897);
- «The House Sparrow» (Л., 1899).